# Serhij Bilouschtschenko
Serhij Oleksandrowytsch Bilouschtschenko (ukrainisch Сергій Олександрович Білоущенко; * 16. September 1981 in Tschaplynka, Oblast Cherson) ist ein ehemaliger ukrainischer Ruderer. Er gewann 2004 eine olympische Bronzemedaille im Doppelvierer und war 2006 Weltmeisterschaftszweiter.

## Sportliche Karriere
Serhij Bilouschtschenko war 1999 bei den Junioren-Weltmeisterschaften und 2001 bei den U23-Weltmeisterschaften im Doppelzweier dabei, erreichte aber jeweils weder das A-Finale noch das B-Finale. Bei den Weltmeisterschaften 2002 belegte der 2,01 m große Bilouschtschenko den vierten Platz mit dem Doppelvierer, der in der Besetzung Kostjantyn Saizew, Serhij Bilouschtschenko, Oleh Lykow und Leonid Schaposchnykow antrat. 2003 traten Saizew und Bilouschtschenko im Doppelzweier an und erreichten im Ruder-Weltcup dreimal das A-Finale. Bei den Weltmeisterschaften in Mailand belegten die beiden den insgesamt 21. Platz. Im Jahr darauf trat der ukrainische Doppelvierer bei den Olympischen Spielen 2004 in Athen mit Serhij Hryn, Bilouschtschenko, Lykow und Schaposchnykow an. Nach einem zweiten Platz im Vorlauf hinter dem tschechischen Boot und einem dritten Platz im Halbfinale hinter den Polen und den Deutschen erreichten die Ukrainer im Finale mit zwei Sekunden Rückstand auf die Russen und 1,4 Sekunden Rückstand auf die Tschechen den dritten Platz.
2005 erreichte der ukrainische Doppelvierer bei allen drei Regatten im Ruder-Weltcup das A-Finale. Bei den Weltmeisterschaften in Gifu belegten Schaposchnykow, Bilouschtschenko, Lykow und Hryn den vierten Platz im B-Finale und damit den zehnten Platz in der Gesamtwertung. Ein Jahr später bei den Weltmeisterschaften in Eton ruderten Wolodymyr Pawlowskyj, Dmytro Prokopenko, Serhij Bilouschtschenko und Serhij Hryn im ukrainischen Doppelvierer, der mit anderthalb Sekunden Rückstand auf die Polen den zweiten Platz erreichte und die Silbermedaille gewann. In der gleichen Besetzung trat der ukrainische Doppelvierer auch bei den Weltmeisterschaften 2007 in München an und belegte den sechsten Platz. Drei Wochen nach den Weltmeisterschaften wurden in Posen die Europameisterschaften 2007 ausgetragen. Die Ukrainer traten mit Pawlowskyj, Bilouschtschenko, Lykow und Hryn an und belegten den vierten Platz mit einer Sekunde Rückstand auf die drittplatzierten Weißrussen. Hryn, Pawlowskyj, Lykow und Bilouschtschenko bildeten auch den Doppelvierer, der bei den Olympischen Spielen 2008 in Peking den achten Platz belegte. Einen Monat nach den Olympischen Spielen gewannen die vier Ukrainer die Bronzemedaille bei den Europameisterschaften 2008 in Athen.
Nach einem Jahr Pause kehrte Bilouschtschenko 2010 in den Doppelvierer zurück. Bei den Europameisterschaften 2010 in Montemor siegten die Polen vor den Kroaten, dahinter erkämpften Pawlowskyj, Hryn, Bilouschtschenko und Iwan Dowhodko die Bronzemedaille. Bei den Weltmeisterschaften 2010 in Neuseeland im November 2010 belegten Iwan Futryk, Dowhodko, Pawlowskyj und Hryn den zehnten und letzten Platz, nachdem Bilouschtschenko nach Vor- und Hoffnungslauf aus dem Boot genommen wurde. 2011 trat Bilouschtschenko bei den Europameisterschaften in Plowdiw im Einer an und belegte den 13. Platz. 2012 ruderte Bilouschtschenko mit dem ukrainischen Achter auf den vierten Platz bei den Europameisterschaften in Varese, ein Jahr später belegte er mit dem Achter den zehnten Platz bei den Europameisterschaften in Sevilla. Nach einem 16. Platz im Vierer ohne Steuermann bei den Europameisterschaften 2014 kehrte Bilouschtschenko 2015 in den Achter zurück und erreichte den siebten Platz bei den Europameisterschaften in Posen. Bei den Weltmeisterschaften 2015 auf dem Lac d’Aiguebelette belegte er mit dem Vierer ohne Steuermann den 19. Platz. Bei den Europameisterschaften 2016 trat Bilouschtschenko zweimal an, er belegte den 15. Platz im Zweier ohne Steuermann und den achten Platz mit dem Achter. 